# Hrîhorivske, Voznesensk
Hrîhorivske (în ucraineană Григорівське) este localitatea de reședință a comunei Hrîhorivske din raionul Voznesensk, regiunea Mîkolaiiv, Ucraina.

## Demografie
Componența lingvistică a localității Hrîhorivske
     Ucraineană (90,17%)
     Română (5,23%)
     Rusă (1,88%)
     Alte limbi (1,05%)
Conform recensământului din 2001, majoritatea populației localității Hrîhorivske era vorbitoare de ucraineană (90,17%), existând în minoritate și vorbitori de română (5,23%) și rusă (1,88%).